# Codification (droit)
Pour les articles homonymes, voir Codification.

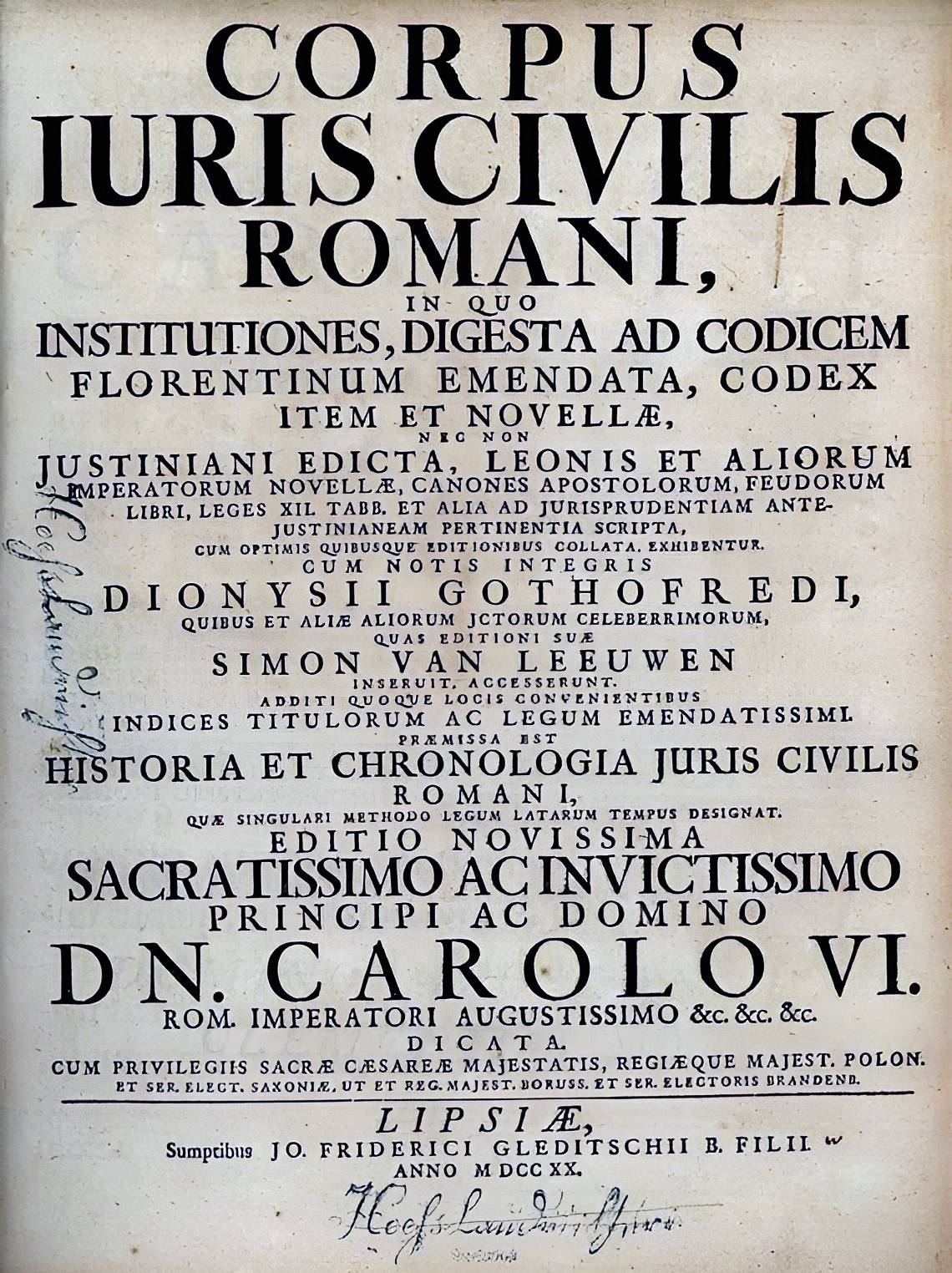
Affiche des lois romaines durant le règne de Carolo VI

En droit, la codification consiste à regrouper dans des recueils des textes normatifs, lois ou règles juridiques (code d'honneur), de natures diverses concernant une matière donnée. Chacun de ces groupes devient un « code ».

## Formes et types de codification
La notion de codification recouvre en fait des pratiques différentes à bien des égards, dont les juristes et les historiens ont noté la variété, tant dans l'élaboration que dans le contenu.

### Variations de forme
Il convient ainsi de distinguer :
- la codification officielle ou codification proprement dit, par laquelle l'autorité (et notamment le pouvoir législatif) publie un texte auquel elle donne le nom de « code », ce qui est largement le cas en France actuellement ;
- la codification officieuse, réalisée également par l'autorité qui promulgue un texte regroupant et unifiant des dispositions d'un même domaine, mais sans leur donner officiellement le nom de « code », alors même que le terme est utilisé couramment, même parfois dans des textes officiels : les codifications de l'Ancien Régime sont de celles-là (Code Michau, Code Louis et d'autres ordonnances royales) ;
- la codification privée ou regroupement non officiel de textes autour d'un domaine, réalisés par des juristes et / ou des éditeurs pour faciliter le travail des professionnels du droit et des justiciables. Cette pratique a commencé à croître en France au XVIIIe siècle avec par exemple un Code pénal (1752) ou même un Code Corse en 1788, imprimé par l'Imprimerie royale, ce qui lui donnait un statut officieux assez marqué. De nos jours, la pratique continue avec par exemple le Code de droit international privé publié par Bruylant en Belgique.
- La codification informatique est, à l'issue de la systématisation des règles, de leur formalisation et de leur mise en cohérence logique, leur écriture en un langage informatique calculable dans un ordinateur[1].

Toutefois, employé sans précision, le terme de « codification » renvoie essentiellement à la première forme, parfois à la deuxième : on n'hésite pas à parler de l'« œuvre de codification de Louis XIV ».

### Variations d'ampleur
Une codification implique une forme de rupture, dans la mesure où le code se substitue totalement ou partiellement à des textes antérieurs. Mais cette rupture est plus ou moins importante :
- La codification-collection (ou codification-compilation) ne constitue pas de vraie rupture, se contentant de regrouper des textes qui subsistent. La codification privée se fait toujours de cette manière. La codification officielle ne laisse généralement pas subsister les textes précédents. Cependant, en France, certains codes (par exemple le code des communes) regroupaient des textes législatifs par commodité, mais n'avaient pas de force législative ; seuls les textes antérieurs, comme la loi de 1884 sur les conseils municipaux, étaient contraignants.
- La codification à droit constant constitue une rupture dans les textes, mais pas dans le droit positif. Les textes antérieurs sont expressément abrogés mais leur contenu est repris dans le code, à l'exception des textes obsolètes (qui n'avaient été abrogés qu'implicitement) de sorte que le droit positif demeure : c'est la pratique française actuelle[2].
- La codification au sens plein du terme tend à rompre non seulement avec les textes, mais avec le fond. La rupture n'est jamais complète : même les codes napoléoniens ont repris des portions significatives de l'ancien droit. Un exemple récent de codification avec rupture est le code pénal français de 1994 qui a introduit plusieurs nouveautés (abandon des peines plancher, suppression des peines d'emprisonnement contraventionnelles, etc.).

Certains historiens du droit, comme l'Italien Mario Viora, emploient le mot de « consolidation » pour les deux premières formes, réservant le mot de codification à la troisième.

### Codification et recodification
La codification consiste à créer un code dans un domaine où il n'en existait pas. Dans certains cas, on peut parler de recodification :
- soit lorsque l'on refond complètement un code préexistant, avec le même titre ou un titre légèrement différent, comme en France le code de commerce en 2000 ;
- soit lorsqu'un nouveau code intègre le contenu d'un code antérieur dans un ensemble plus vaste, tel le code de justice administrative refondant le code des tribunaux administratifs et des cours administratives d'appel, mais ajoutant les dispositions relatives au Conseil d'État ;
- soit lorsque des dispositions incluses dans un code sont transférées dans un code qui vient d'être promulgué, comme les dispositions concernant la chasse et la pêche, passées du code rural au code de l'environnement.

## Contenu d'un code
Un code peut contenir des dispositions normatives de natures diverses, dont les principales sont les lois et les règlements. Les codes officiels français ne contiennent d'ailleurs que cela, mais il serait possible, dans d'autres systèmes juridiques, d'intégrer des éléments de jurisprudence ou de doctrine.
En France, quelques-uns des codes actuellement en vigueur sont des codes de déontologie. Ce n'est toutefois pas une règle générale que les règles déontologiques soient incluses dans la codification du droit.
Aux États-Unis, il existe des « federal sentencing guidelines (en) » qui servent de base aux codes de déontologie et aux chartes professionnelles.

## Par pays

### Canada
Au Québec, les auteurs de doctrine distinguent entre la codification-rationalisation de règles juridiques et la codification-compilation, qui ne vise qu'à rassembler des lois statutaires précédemment adoptées. La codification-rationalisation correspond à une démarche civiliste, elle équivaut à la création de « vrais codes » où les dispositions expriment des règles de manière brève dans un ordre logique et elle s'illustre notamment dans le Code civil du Québec et le Code de procédure civile du Québec. La codification-compilation est plutôt une démarche de common law utilisée par le législateur fédéral, elle n'aboutit pas à de véritables codes civilistes car elle n'est qu'une compilation de lois préexistantes écrites en long et en large pour réécrire ou supplanter la common law traditionnelle plutôt qu'une démarche cartésienne de présentation des règles juridiques en ordre logique et elle correspond à la démarche entreprise dans le Code criminel canadien ou encore à la démarche entreprise dans des codes de common law américains comme le Code civil californien.
Outre la distinction entre codification civiliste et codification de common law, la manière dont la première codification civiliste a été faite au Canada-Est en 1866 fait parfois débat. La codification du Code civil du Bas-Canada est-elle majoritairement une codification traditionnelle des règles de la Coutume de Paris telle qu'elle est appliquée au Bas-Canada et Canada-Est jusqu'en 1865 ou s'agit-il plutôt d'une reprise pure et simple du Code Napoléon français? Selon l'historienne du droit Mireille Beaudet, contrairement à une idée reçue, la codification du Code civil du Bas-Canada n'est pas une reprise pure et simple du Code Napoléon mais plutôt une codification traditionnelle de la coutume civile, mais avec une certaine influence du Code Napoléon car instruction fut donnée  par le législateur aux codificateurs de 1866 de compléter la codification traditionnelle de la coutume par des règles issues du Code Napoléon. Le Code civil du Québec de 1994 n'est pas non plus directement issu du Code Napoléon car il reprend majoritairement les règles du Code civil du Bas-Canada de 1866, mais en modernisant les règles de l'ancien code de manière importante ou en remplaçant certaines d'entre elles par de nouvelles règles.

### France

#### Révolution française et Premier Empire
La Révolution française souhaitait mettre les lois et règlements à la portée de tous. Elle a donc lancé plusieurs chantiers de codification, qui ont surtout abouti pour le droit pénal avec la publication du « Code pénal » en 1791. En revanche, le grand projet d'un « Code de lois civiles communes à tout le royaume », affirmé par la Constitution de 1791 (Titre préliminaire, dernier alinéa) n'aboutit pas avant la fin de la période révolutionnaire.
C'est donc Napoléon Bonaparte qui lance un mouvement de codification de grande ampleur et crée le code civil français en 1804, puis les codes impériaux : code de procédure civile (1806), code de commerce (1807), code d'instruction criminelle (1808) et code pénal (1810).

#### Affaiblissement de la codification de la fin de l'Empire à la Troisième République
Une fois publiés les cinq codes, le mouvement lancé par Napoléon Ier s'essouffle. Un projet de code rural est écarté par l'Empereur et n'est pas repris par la Restauration, malgré les demandes exprimées, y compris par certains députés. Louis XVIII fait promulguer par ordonnance une nouvelle version de chacun des cinq codes impériaux, mais il ne s'agit que de changer les références à l'Empire par des références au Royaume. La seule création de la Restauration est un code forestier établi par la loi du 1er août 1827. Sous la monarchie de Juillet, le code pénal fait l'objet d'une republication prévue par la loi du 28 avril 1832 et opérée par ordonnance, mais les modifications ne sont que des ajouts et modifications d'articles, l'essentiel du code subsistant.
Par la suite, la codification n'apparaît plus comme une préoccupation. Il faut attendre 1857 et 1858 pour voir promulgués respectivement le code de justice militaire de l'armée de terre et le code de justice militaire de la marine.
La Troisième République s'intéresse de nouveau à la codification et s'engage dans la création du code rural tant attendu. Cependant, le travail des bureaux ministériels prenant du retard, le Gouvernement se résout à faire voter le texte en plusieurs fois, conduisant à une série de courtes lois destinées à former ultérieurement le code rural, et dont l'adoption s'étend de 1881 à 1890. L'adoption du code du travail et de la prévoyance sociale, votée en général livre par livre, commencée en 1910, ne s'achève qu'en 1927. Pour pallier ces retards, le Gouvernement a recours à deux méthodes :
- la première consiste à diviser les projets de codes en plusieurs : au lieu du code du blé qui avait été promis, sont promulgués un code de l'organisation et de la défense du marché du blé et un code de l'office national interprofessionnel du blé, et quatre codes fiscaux voient le jour au lieu d'un unique code général des impôts (qui sera finalement créé par recompilation en 1950) ;
- l'autre consiste à passer à la codification par décret, après que le Parlement l'y a autorisé par une loi.

Cela n'empêche toutefois pas la promulgation de codes dont quelques-uns sont toujours en vigueur, le code du travail maritime et le code disciplinaire et pénal de la marine marchande (1926).

#### Relance de la codification à l'époque contemporaine
La IVe République relance le processus de codification en créant une commission supérieure chargée d'étudier la codification et la simplification des textes législatifs et réglementaires (décret no 48-800 du 10 mai 1948). Une quarantaine de codes sont publiés, mais ils sont adoptés par décrets en Conseil d'État, sans validation par le Parlement. À partir de la IVe République, certains codes comportent une partie législative et une ou plusieurs parties réglementaires (règlements d’administration publique et décrets en Conseil d'État, décrets simples, arrêtés). À la fin de la IVe République, la loi no 58-346 du 3 avril 1958 confère une force de loi aux parties réglementaires d'une quinzaine de codes et abroge les anciennes lois correspondantes, ce qui est une forme de codification différée.
La Constitution de la Ve République établit, dans son article 34, une distinction plus nette entre le domaine de la loi et le domaine réglementaire, ce qui entraîne des conséquences dans la volonté de maintenir une distinction rigoureuse entre les deux, avec la constitution systématique de parties législatives et de parties réglementaires. Cela conduit par exemple à la création de parties réglementaires pour des codes qui n'en comportaient pas, comme le code pénal (décrets nos 58-1303 du 23 décembre 1958 et 60-896 du 24 août 1960). La pratique de la codification par décret se poursuit, les codes n'ayant valeur législative que si une loi ultérieure la leur confère expressément.
Afin de relancer le mouvement de codification qui se ralentit, le Gouvernement crée en 1989 une commission supérieure de codification, chargée de codifier à droit constant le droit relatif à un certain nombre de domaines. La codification à droit constant consiste à changer la forme, la structure des codes, la numérotation des lois et règlements, sans modifier le contenu global du droit. Elle vise à harmoniser les codes entre eux et par rapport à la hiérarchie des normes. Elle utilise des outils informatiques. Ainsi, le code du commerce français, rédigé en 1807 (à partir d'une version de 1673), a été recodifié à droit constant en 2000. Il ne restait plus que 150 articles en vigueur du code initial.
Les travaux de la commission supérieure de codification ont abouti à la création de plusieurs dizaines de nouveaux codes. Dans un premier temps, ces codes entrent en vigueur par l'intermédiaire d'un projet de loi adopté par le Parlement afin d'ôter toute incertitude sur leur force juridique. Cinq codes ont ainsi été promulgués entre 1989 et 1996. Les lois antérieures sont abrogées au fur et à mesure que leurs dispositions sont reprises dans des codes[réf. souhaitée], ce qui n'était pas le cas lorsque les codes étaient adoptés par l'exécutif. Toutefois, face à un nouveau ralentissement de la codification dû à la lenteur du Parlement dans l'adoption de codes pourtant préparés par la Commission Supérieure de la Codification, le Gouvernement a eu recours à des ordonnances de codification à partir de 1999. Ces ordonnances permettent la promulgation rapide de nombreux nouveaux codes.

##### Calendrier d'adoption des codes
| Nom de code                                                                     | Date initiale d'adoption de la partie législative | Date initiale d'adoption de la partie réglementaire |
| ------------------------------------------------------------------------------- | ------------------------------------------------- | --------------------------------------------------- |
| Code général des impôts                                                         | 6 avril 1950                                      | 6 avril 1950                                        |
| Code des pensions militaires d'invalidité et des victimes de guerre (ancien)    | 26 avril 1951                                     | 27 avril 1951                                       |
| Code de la santé publique (ancien)                                              | 5 octobre 1953                                    | —                                                   |
| Code rural (ancien)                                                             | 19 avril 1955                                     | —                                                   |
| Code de la mutualité (ancien)                                                   | 5 août 1955                                       | 13 mars 1986                                        |
| Code des tribunaux administratifs et des cours administratives d'appel (abrogé) | 13 juillet 1973                                   | 7 septembre 1989                                    |
| Code de l'organisation judiciaire                                               | 16 mars 1978                                      | 16 mars 1978                                        |
| Livre des procédures fiscales                                                   | 15 septembre 1981                                 | 15 septembre 1981                                   |
| Code de la propriété intellectuelle                                             | 1er juillet 1992                                  | 10 avril 1995                                       |
| Code de la consommation (ancien)                                                | 26 juillet 1993                                   | 27 mars 1997                                        |
| Code des juridictions financières                                               | 2 décembre 1994                                   | 14 avril 2000                                       |
| Code général des collectivités territoriales                                    | 21 mars 1996                                      | 7 avril 2000                                        |
| Code de justice administrative                                                  | 4 mai 2000                                        | 4 mai 2000                                          |
| Code de l'éducation                                                             | 15 juin 2000                                      | 13 juillet 2004                                     |
| Code de la santé publique (actuel)                                              | 15 juin 2000                                      | 21 mai 2003                                         |
| Code rural et de la pêche maritime (actuel)                                     | 22 juin 2000                                      | 1er août 2003                                       |
| Code de commerce                                                                | 18 septembre 2000                                 | 25 mars 2007                                        |
| Code de l'environnement                                                         | 18 septembre 2000                                 | 5 août 2005                                         |
| Code de la route                                                                | 22 septembre 2000                                 | 22 mars 2001                                        |
| Code monétaire et financier                                                     | 14 décembre 2000                                  | 2 août 2005                                         |
| Code de la mutualité (actuel)                                                   | 19 avril 2001                                     | 23 novembre 2001                                    |
| Code du patrimoine                                                              | 20 février 2004                                   | 24 mai 2011                                         |
| Code de la recherche                                                            | 11 juin 2004                                      | 27 décembre 2023                                    |
| Code de l'entrée et du séjour des étrangers et du droit d'asile (ancien)        | 25 novembre 2004                                  | 14 novembre 2006                                    |
| Code de la défense                                                              | 20 décembre 2004                                  | 23 mars 2007                                        |
| Code général de la propriété des personnes publiques                            | 21 avril 2006                                     | 22 novembre 2011                                    |
| Code du sport                                                                   | 25 avril 2006                                     | 25 juillet 2007                                     |
| Code du cinéma et de l'image animée                                             | 24 juillet 2009                                   | 9 juillet 2014                                      |
| Code des transports                                                             | 3 novembre 2010                                   | 27 mars 2013                                        |
| Code minier                                                                     | 20 janvier 2011                                   | —                                                   |
| Code de l'énergie                                                               | 9 mai 2011                                        | 30 décembre 2015                                    |
| Code des procédures civiles d'exécution                                         | 19 décembre 2011                                  | 30 mai 2012                                         |
| Code de la sécurité intérieure                                                  | 12 mars 2012                                      | 4 décembre 2013                                     |
| Code des relations entre le public et l'administration                          | 23 octobre 2015                                   | 23 octobre 2015                                     |
| Code des pensions militaires d'invalidité et des victimes de guerre (actuel)    | 28 décembre 2015                                  | 28 décembre 2016                                    |
| Code de la consommation (actuel)                                                | 14 mars 2016                                      | 29 juin 2016                                        |
| Code de la commande publique                                                    | 26 novembre 2018                                  | 3 décembre 2018                                     |
| Code de la justice pénale des mineurs                                           | 11 septembre 2019                                 | 27 mai 2021                                         |
| Code de l'entrée et du séjour des étrangers et du droit d'asile (actuel)        | 16 décembre 2020                                  | 16 décembre 2020                                    |
| Code général de la fonction publique                                            | 24 novembre 2021                                  | 19 novembre 2024                                    |
| Code des impositions sur les biens et services                                  | 22 décembre 2021                                  | —                                                   |
| Code pénitentiaire                                                              | 30 mars 2022                                      | 30 mars 2022                                        |
| Code de l'artisanat (actuel)                                                    | 28 mars 2023                                      | 22 juin 2023                                        |

#### Place dans la hiérarchie des normes
Les codes contiennent soit des lois, soit des règlements, qui sont notés :
- dans la partie législative :
  - LO-nnn pour les lois organiques ;
  - L-nnn pour les lois ordinaires ;
- dans la partie réglementaire :
  - R-ppp pour les décrets en Conseil d'État ;
  - D-ppp pour les décrets simples.
  - A-ppp pour les arrêtés.

Les lois d'un même code peuvent être placées, dans la hiérarchie des normes, dans le bloc de la légalité. Les règlements sont placés en dessous dans le bloc réglementaire.

#### Codes en vigueur
La législation française compte 61 codes en vigueur fin 2007, 75 fin 2012 et 77 au 1er mars 2022. Sauf exception, les codes contiennent une partie législative (codée L-) et une partie réglementaire (codée R-). Concernant leur longueur, le code du travail comprend 2 000 pages, et le code général des impôts près de 2 500.
Pour la totalité des codes, voir la Liste de codes juridiques.

### Suisse
Le Code civil suisse (adopté en 1907) et son Code des obligations (1911) sont basés sur un avant-projet rédigé par Eugen Huber.
Le Code pénal suisse (1937) a été suivi du Code de procédure pénale suisse (2007) et du Code de procédure civile suisse (2008).

### Thaïlande
La rédaction du Code civil et commercial de Thaïlande a commencé sous le règne du roi Rama V. Elle s'est achevée sous le règne du roi Rama VII. Le code a été promulgué le 11 novembre 1925. Par la suite, la révolution de 1932 a eu un effet important sur le système juridique et judiciaire thaïlandais puisqu'elle a changé la forme de gouvernement d'une monarchie absolue à une monarchie constitutionnelle.